# Halticoptera polita
Halticoptera polita är en stekelart som först beskrevs av Walker 1834.  Halticoptera polita ingår i släktet Halticoptera och familjen puppglanssteklar. Arten är reproducerande i Sverige. Inga underarter finns listade i Catalogue of Life.